# Krotoszyn

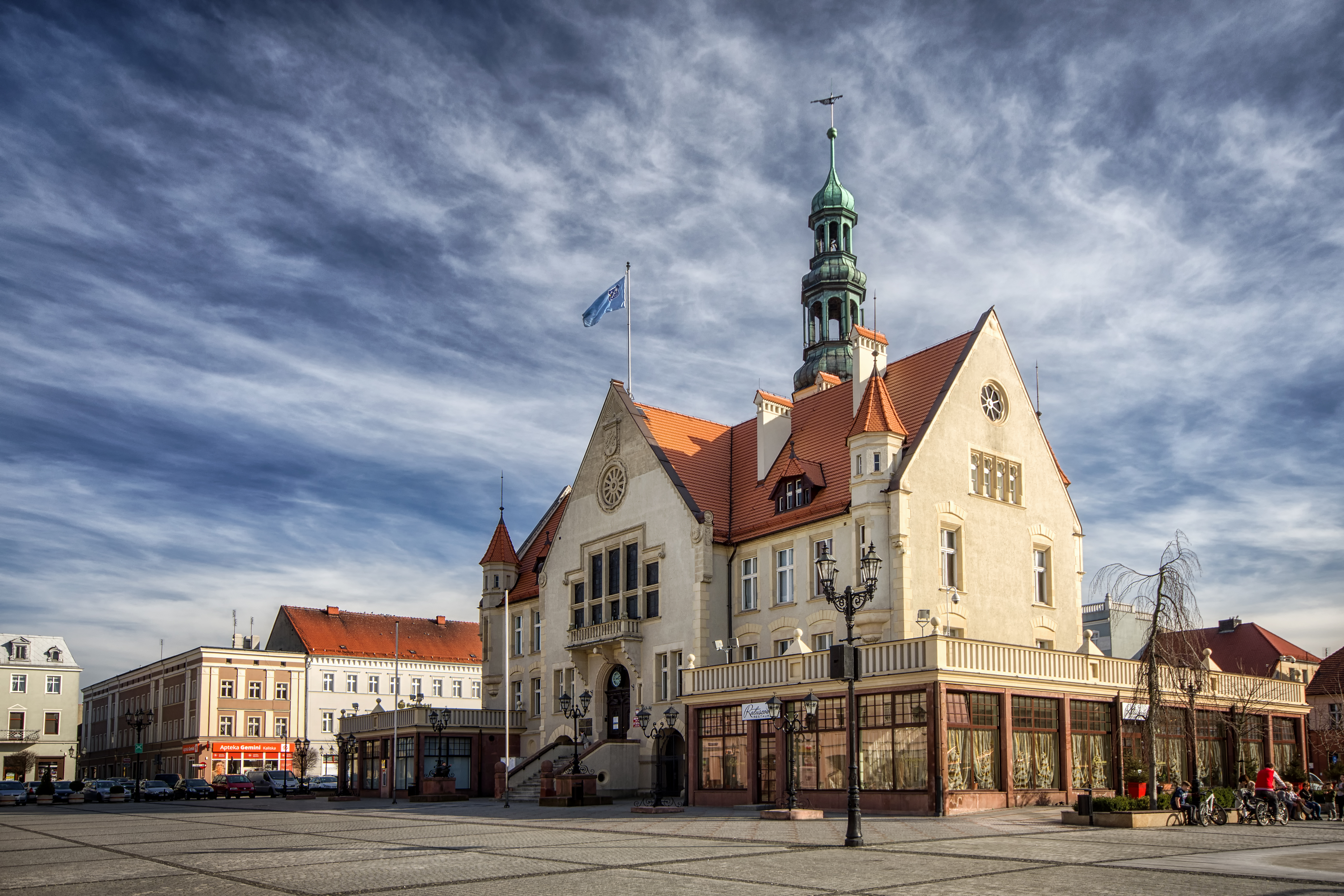
Tòa thị chính Krotoszyn

Krotoszyn là một thị trấn thuộc hạt Krotoszyn, tỉnh Greater Poland, miền trung Ba Lan. Từ năm 1975-1998, thị trấn nằm trong tỉnh Kalisz, kể từ năm 1999 đến nay, nó thuộc quản lý của tỉnh Greater Poland. Thị trấn có diện tích 22,55 km². Tính đến năm 2006, dân số của thị trấn là 29.421 người với mật độ 1.300 người/km².
Trong lịch sử, thị trấn là một phần của Vương quốc Ba Lan. Vào thế kỷ 19, sau khi phân vùng Ba Lan có hiệu lực, thị trấn nằm ở tỉnh Posen của Phổ. [1] Trong giai đoạn này, sản xuất ngũ cốc và hạt giống là hai ngành thương mại chiếm ưu thế của thị trấn. Đồng thời, một chi nhánh của Công ty sản xuất phụ tùng ô tô Mahle GmbH cũng được đặt trụ sở tại đây. Lâu đài Krotoszyn là một trong những trung tâm phát triển kinh tế của Phổ, sau đó nó được trao cho Hoàng tử của Thurn und Taxis nhằm bồi thường cho sự từ bỏ quyền kiểm soát của ông đối với hệ thống bưu chính của Phổ. [1]

## Những nhân vật nổi tiếng xuất thân từ thị trấn
- Katarzyna Grochola (sinh năm 1957) - nhà văn nổi tiếng người Ba Lan
- Sir John Monash (1865 - 1931) - kỹ sư xây dựng và dân dụng Úc
- Georg Huth (1867 - 1906) - nhà Đông phương học người Đức
- Isidor Kalisch (1816 - 1886) - giáo sĩ cải cách
- Theodor Kullak (1818 - 1882) - nghệ sĩ piano và nhà soạn nhạc người Đức
- Marian Langiewicz (1827 - 1887) - nhà lãnh đạo quân sự Ba Lan trong cuộc nổi dậy tháng 1
- Marcin Lijewski (sinh năm 1977) - vận động viên bóng ném Ba Lan
- Maria Siemionow (sinh năm 1950) - nhà khoa học và nhà vi phẫu thuật nổi tiếng thế giới người Ba Lan
- Melitta von Stauffenberg (1903 - 1945) - phi công  nổi tiếng người Đức
- David Zvi Banet (1893 - 1973) - nhà Đông phương học và Giáo sư Nghiên cứu về tiếng Ả Rập tại Đại học Do Thái ở Jerusalem